# فرودگاه هایون نای
فرودگاه هایون نای (به انگلیسی: Hyon Ni Airport) یک فرودگاه نظامی است . این فرودگاه در کشور کره شمالی قرار دارد و در ارتفاع ۵۸۳ متری از سطح دریا واقع شده‌است.